# Amerikaans voetbalkampioenschap 1980
In 1980 werd het dertiende seizoen van de North American Soccer League gespeeld. New York Cosmos werd voor de vierde maal kampioen.

## North American Soccer League

### Wijzigingen
- Geen wijzigingen

### Eindstand
| National Conference | National Conference  | National Conference | National Conference | National Conference | National Conference | National Conference | National Conference |
| Plaats              | Eastern Division     | Wed.                | W                   | V                   | DV                  | DT                  | Ptn                 |
| ------------------- | -------------------- | ------------------- | ------------------- | ------------------- | ------------------- | ------------------- | ------------------- |
| 1.                  | New York Cosmos      | 32                  | 24                  | 8                   | 87                  | 41                  | 213                 |
| 2.                  | Washington Diplomats | 32                  | 17                  | 15                  | 72                  | 61                  | 159                 |
| 3.                  | Toronto Blizzard     | 32                  | 14                  | 18                  | 49                  | 65                  | 128                 |
| 4.                  | Rochester Lancers    | 32                  | 12                  | 20                  | 42                  | 67                  | 109                 |
| Plaats              | Central Division     | Wed.                | W                   | V                   | DV                  | DT                  | Ptn                 |
| 1.                  | Dallas Tornado       | 32                  | 18                  | 14                  | 57                  | 58                  | 157                 |
| 2.                  | Minnesota Kicks      | 32                  | 16                  | 16                  | 66                  | 56                  | 147                 |
| 3.                  | Tulsa Roughnecks     | 32                  | 15                  | 17                  | 56                  | 62                  | 139                 |
| 4.                  | Atlanta Chiefs       | 32                  | 7                   | 25                  | 34                  | 84                  | 74                  |
| Plaats              | Western Division     | Wed.                | W                   | V                   | DV                  | DT                  | Ptn                 |
| 1.                  | Seattle Sounders     | 32                  | 25                  | 7                   | 74                  | 31                  | 207                 |
| 2.                  | Los Angeles Aztecs   | 32                  | 20                  | 12                  | 61                  | 52                  | 174                 |
| 3.                  | Vancouver Whitecaps  | 32                  | 16                  | 16                  | 52                  | 47                  | 139                 |
| 4.                  | Portland Timbers     | 32                  | 15                  | 17                  | 50                  | 53                  | 133                 |

| American Conference | American Conference      | American Conference | American Conference | American Conference | American Conference | American Conference | American Conference |
| Plaats              | Eastern Division         | Wed.                | W                   | V                   | DV                  | DT                  | Ptn                 |
| ------------------- | ------------------------ | ------------------- | ------------------- | ------------------- | ------------------- | ------------------- | ------------------- |
| 1.                  | Tampa Bay Rowdies        | 32                  | 19                  | 13                  | 61                  | 50                  | 168                 |
| 2.                  | Fort Lauderdale Strikers | 32                  | 18                  | 14                  | 61                  | 55                  | 163                 |
| 3.                  | New England Tea Men      | 32                  | 18                  | 14                  | 54                  | 56                  | 154                 |
| 4.                  | Philadelphia Fury        | 32                  | 10                  | 22                  | 42                  | 68                  | 98                  |
| Plaats              | Central Division         | Wed.                | W                   | V                   | DV                  | DT                  | Ptn                 |
| 1.                  | Chicago Sting            | 32                  | 21                  | 11                  | 80                  | 50                  | 187                 |
| 2.                  | Houston Hurricane        | 32                  | 14                  | 18                  | 56                  | 69                  | 130                 |
| 3.                  | Detroit Express          | 32                  | 14                  | 18                  | 51                  | 52                  | 129                 |
| 4.                  | Memphis Rogues           | 32                  | 14                  | 18                  | 49                  | 57                  | 126                 |
| Plaats              | Western Division         | Wed.                | W                   | V                   | DV                  | DT                  | Ptn                 |
| 1.                  | Edmonton Drillers        | 32                  | 17                  | 15                  | 58                  | 51                  | 149                 |
| 2.                  | California Surf          | 32                  | 15                  | 17                  | 61                  | 67                  | 144                 |
| 3.                  | San Diego Sockers        | 32                  | 16                  | 16                  | 53                  | 51                  | 140                 |
| 4.                  | San Jose Earthquakes     | 32                  | 9                   | 23                  | 45                  | 68                  | 95                  |

Puntentelling:
- Overwinning: 6 punten
- Verlies: 0 punten
- Doelpunten voor: 1 punt (max. 3 per wedstrijd)

### Playoffs
De twaalf nummers één en twee van alle zes de divisies en de vier beste nummer drie spelen tegen elkaar in de playoffs.
| Eerste ronde             | Eerste ronde             | Eerste ronde  |
| Team 1                   | Team 2                   | Uitslag       |
| ------------------------ | ------------------------ | ------------- |
| Dallas Tornado           | Minnesota Kicks          | 1-0, 2-0      |
| San Diego Sockers        | Chicago Sting            | 2-1, 2-3, 2-1 |
| Tampa Bay Rowdies        | New England Tea Men      | 1-0, 4-0      |
| Seattle Sounders         | Vancouver Whitecaps      | 2-1, 3-1      |
| Los Angeles Aztecs       | Washington Diplomats     | 0-1, 2-1, 2-0 |
| Edmonton Drillers        | Houston Hurricane        | 2-1, 0-1, 1-0 |
| Fort Lauderdale Strikers | California Surf          | 2-1, 0-2, 1-0 |
| New York Cosmos          | Tulsa Roughnecks         | 3-1, 8-1      |
| Kwartfinale              |                          |               |
| Team 1                   | Team 2                   | Uitslag       |
| Los Angeles Aztecs       | Seattle Sounders         | 3-0, 0-4, 2-1 |
| Fort Lauderdale Strikers | Edmonton Drillers        | 1-0, 2-3, 3-0 |
| New York Cosmos          | Dallas Tornado           | 3-2, 0-3, 3-0 |
| San Diego Sockers        | Tampa Bay Rowdies        | 6-3, 0-6, 2-1 |
| Halve Finale             |                          |               |
| Team 1                   | Team 2                   | Uitslag       |
| Fort Lauderdale Strikers | San Diego Sockers        | 2-1, 2-4, 3-0 |
| New York Cosmos          | Los Angeles Aztecs       | 2-1, 3-1      |
| Finale                   |                          |               |
| Team 1                   | Team 2                   | Uitslag       |
| New York Cosmos          | Fort Lauderdale Strikers | 3-0           |

## Individuele prijzen
| Prijs                | Naam                   | Team             |
| -------------------- | ---------------------- | ---------------- |
| Most Valuable Player | Roger Davies           | Seattle Sounders |
| Topscorer            | Giorgio Chinaglia (32) | New York Cosmos  |
| Beste nieuwkomer     | Jeff Durgan            | New York Cosmos  |